# Spyker D8
El Spyker D8 Peking-to-Paris es un automóvil crossover y todocamino de lujo con 4 puertas y altas prestaciones producido por el fabricante neerlandés Spyker Cars. El vehículo fue diseñado por Michiel van den Brink y presentado en 2006 en el Salón del Automóvil de Ginebra. Este modelo aún se encuentra bajo desarrollo. Después de su presentación en Ginebra, el modelo recibió más de 100 solicitudes de compra. Este coche fue presentado inicialmente al mercado estadounidense dado que se cree que es su principal mercado, en el Salón del Automóvil de Nueva York, hacia abril de 2006. El nombre Peking-to-Paris se refiere a la carrera Peking to Paris, llevado a cabo en 1907 desde Pekín en China hasta París, en Francia, en el cual participó un modelo fabricado por Spyker casi de serie, conducido por el francés Charles Goddard. El Spyker llegó en segundo lugar en la carrera tras una travesía de tres meses de duración. 
No existen tablas de prestaciones por ahora, porque aún es un vehículo de demostración estático. Spyker apunta a un peso de 1850 kilogramos y a una aceleración de 0 a 100 km/h en 5 segundos. Al principio, este SUV fue diseñado para equipar un motor de procedencia Audi de 500 CV, con 12 cilindros en W, pero ahora se espera que equipe un motor V8 de una empresa americana todavía desconocida. Debido a este cambio de motor, el D12 fue renombrado como D8.
Aun a pesar de ser un todocamino, el vehículo tiene muchas características de diseño de otros modelos deportivos de Spyker, como el C8, tales como las llantas "aeroblade" y los retrovisores lisos. También hay que destacar que las puertas traseras están sujetas a la parte de atrás, creando así un estilo con las llamadas puertas suicidas.
En una conferencia de prensa llevada a cabo en Ginebra el 2 de marzo de 2010, el director ejecutivo de Spyker Victor Muller indicó que el desarrollo del coche podría ser asistido por Saab.